# Magyarország az 1932. évi nyári olimpiai játékokon
Magyarország az egyesült államokbeli Los Angelesben megrendezett 1932. évi nyári olimpiai játékok egyik részt vevő nemzete volt, a gazdasági világválság és a nagy távolság ellenére ötvennyolc sportoló képviselte. A megnyitóünnepségen a magyar zászlót Bácsalmási Péter atléta vitte. A legeredményesebb magyarországi sportoló Pelle István tornász volt, aki két arany- és két ezüstérmet szerzett. Rajta kívül kétszeres olimpiai bajnok lett még Piller György kardvívó.
Ezen az olimpián született a magyar tornasport és a magyar vízilabdasport első olimpiai bajnoki címe, és ez volt az első olimpiai részvétele Gerevich Aladár vívónak, aki később a legeredményesebb magyar olimpikon lett.
A magyarországi sportolók kilenc sportágban összesen száztizenegy olimpiai pontot szereztek. Ez harmincegy ponttal több, mint az előző, az amszterdami olimpián elért eredmény.

## Eredményesség sportáganként
| Sportág, szakág     | Helyezések száma | Helyezések száma | Helyezések száma | Helyezések száma | Helyezések száma | Helyezések száma | Olimpiai pont | Indulók száma | Indulók száma | Indulók száma |
| Sportág, szakág     |                  |                  |                  | 4.               | 5.               | 6.               | Olimpiai pont | Férfi         | Nő            | Össz.         |
| Atlétika            | 0                | 0                | 0                | 0                | 1                | 1                | 3             | 5             | 0             | 5             |
| Birkózás            | 0                | 2                | 1                | 0                | 1                | 0                | 16            | 5             | 0             | 5             |
| Kerékpározás        | 0                | 0                | 0                | 0                | 0                | 0                | 0             | 1             | 0             | 1             |
| Művészeti versenyek | 0                | 1                | 0                | 0                | 0                | 0                | 5             | 8             | 0             | 8             |
| Ökölvívás           | 1                | 0                | 0                | 0                | 0                | 0                | 7             | 2             | 0             | 2             |
| Öttusa              | 0                | 0                | 0                | 0                | 0                | 0                | 0             | 3             | 0             | 3             |
| Sportlövészet       | 0                | 0                | 1                | 0                | 0                | 0                | 4             | 3             | 0             | 3             |
| Torna               | 2                | 2                | 0                | 4                | 2                | 1                | 41            | 4             | 0             | 4             |
| Úszás               | 0                | 0                | 1                | 0                | 0                | 0                | 4             | 5             | 0             | 5             |
| Vívás               | 2                | 0                | 2                | 0                | 1                | 0                | 24            | 8             | 2             | 10            |
| Vízilabda           | 1                | 0                | 0                | 0                | 0                | 0                | 7             | 10            | 0             | 10            |
| Összesen            | 6                | 5                | 5                | 4                | 5                | 2                | 111           | 52            | 2             | 54            |

## Magyar érmesek
A magyar sportolók minden addigi teljesítményt felülmúlóan tizenhat érmet – hat arany-, öt ezüst- és öt bronzérmet – szereztek.
| Érem  | Sportoló | Sportág             | Versenyszám                 |
| ----- | --- | ------------------- | --------------------------- |
| Arany | Énekes István | Ökölvívás           | légsúly                     |
| Arany | Pelle István | Torna               | műszabadgyakorlat           |
| Arany | Pelle István | Torna               | lólengés                    |
| Arany | Piller György | Vívás               | kardvívás-egyéni            |
| Arany | Gerevich Aladár Glykais Gyula Kabos Endre Nagy Ernő Petschauer Attila Piller György                                           | Vívás               | kardvívás-csapat            |
| Arany | Barta István Bródy György Homonnai Márton Ivády Sándor Keserű Alajos Keserű Ferenc Németh János Sárkány Miklós Vértesy József | Vízilabda           | férfi-csapat                |
| Ezüst | Kárpáti Károly | Birkózás            | szabad fogás-könnyűsúly     |
| Ezüst | Zombori Ödön | Birkózás            | szabad fogás-légsúly        |
| Ezüst | Manno Miltiádész | Művészeti versenyek | szobrászat                  |
| Ezüst | Pelle István | Torna               | korlát                      |
| Ezüst | Pelle István | Torna               | összetett-egyéni            |
| Bronz | Tunyogi József | Birkózás            | szabad fogás-nagy középsúly |
| Bronz | Soós-Hradetzky Zoltán | Sportlövészet       | kisöbű sportpuska-fekvő     |
| Bronz | Wanié András Szabados László Székely András Bárány István                                                                     | Úszás               | 4x200 m gyorsúszó váltó     |
| Bronz | Bogen Erna | Vívás               | tőrvívás-egyéni             |
| Bronz | Kabos Endre | Vívás               | kardvívás-egyéni            |

## További magyar pontszerzők

### 4. helyezettek
| Név                                                  | Sportág | Versenyszám       |
| ---------------------------------------------------- | ------- | ----------------- |
| Pelle István                                         | Torna   | akrobatikus ugrás |
| Pelle István                                         | Torna   | nyújtó            |
| Péter Miklós                                         | Torna   | függeszkedés      |
| Boros Péter Hegedűs József Pelle István Péter Miklós | Torna   | összetett, csapat |

### 5. helyezettek
| Név               | Sportág  | Versenyszám               |
| ----------------- | -------- | ------------------------- |
| Donogán István    | Atlétika | diszkoszvetés             |
| Zombori Gyula     | Birkózás | szabadfogás, kisközépsúly |
| Boros Péter       | Torna    | függeszkedés              |
| Boros Péter       | Torna    | lólengés                  |
| Petschauer Attila | Vívás    | kard, egyéni              |

### 6. helyezettek
| Név            | Sportág  | Versenyszám   |
| -------------- | -------- | ------------- |
| Madarász Endre | Atlétika | diszkoszvetés |
| Pelle István   | Torna    | lóugrás       |